# Vigo Andersen
Vigo Carl Andersen (* 30. Juli 1884 in Frederiksberg; † 18. September 1949 in Kopenhagen) war ein dänischer Fußballtorwart.

## Karriere
Andersen spielte in seiner Jugend im Kopenhagener Stadtteil Østerbro für den dort ansässigen Østerbros Boldklub und stieß zur Saison 1905/06 zum B.93 Kopenhagen, für den er neunmal spielte.
Vom 23. bis 25. April nahm er mit der Kopenhagener Stadtauswahl – anstelle des gesperrten Ludvig Drescher – am Fußballturnier im Rahmen der Olympischen Zwischenspiele 1906 teil; eine Nationalmannschaft Dänemarks existierte zu diesem Zeitpunkt nicht – sie trug ihr erstes offizielles Länderspiel am 19. Oktober 1908 im Viertelfinale des olympischen Fußballturniers gegen die B-Nationalmannschaft Frankreichs in London aus.
Die im Inneren des Velodroms in Neo Faliro, einem Stadtteil von Piräus, südlich von Athen, ausgetragenen Spiele gegen eine Auswahlmannschaft aus Smyrna und gegen Ethnikos GS Athênai wurden mit 5:1 und 9:0 gewonnen und bescherten ihm und seiner Mannschaft die Goldmedaille.
Es war kein olympisches Jahr und somit waren die Spiele inoffiziell, aber die Griechen wollten den 10. Jahrestag der ersten Olympischen Spiele in der Neuzeit feiern.

## Erfolge
- Olympische Goldmedaille 1906